# Stipe Vučur
Stipe Vučur (* 22. Mai 1992 in Salzburg) ist ein österreichischer Fußballspieler mit kroatischen Wurzeln auf der Position eines Innenverteidigers.

## Karriere
Stipe Vučur begann seine Karriere 1997 beim 1. Salzburger SK 1919 und wechselte 2002 in die Jugend des SV Austria Salzburg, der 2005 in FC Red Bull Salzburg umbenannt wurde. 2010 ging Vučur zum Regionalligisten SV Seekirchen 1945. Nach einem Jahr beim USK Anif zog es ihn 2012 zum FC Lustenau 07, der in der zweithöchsten Liga spielte. Am 21. Juli 2013 gab Vučur im Trikot des FC Wacker Innsbruck sein Debüt in der österreichischen Bundesliga. Sein erstes Tor erzielte er am 4. Dezember 2013 gegen den SV Grödig.
Im August 2014 wechselte Vučur zum deutschen Zweitligisten FC Erzgebirge Aue und stand im ersten Saisonspiel gegen den 1. FC Nürnberg gleich in der Startelf. Am 2. November 2014 gelang ihm bei einem 1:1 gegen den FSV Frankfurt sein erster Treffer. Nachdem Vučur die Klasse mit Aue nicht halten konnte, wechselte er zum 1. Juli 2015 zum Zweitligisten 1. FC Kaiserslautern. Am 12. Februar 2016 erzielte er bei einem 4:0-Auswärtssieg gegen den SC Paderborn 07 erstmals zwei Tore in einem Pflichtspiel. In der Saison 2017/18 stieg Vučur mit Kaiserslautern in die 3. Liga ab. Anschließend unterzeichnete Vučur einen Dreijahresvertrag bei Hajduk Split. In zwei Spielzeiten kam er zu 16 Einsätzen für Hajduk in der 1. HNL. Nach der Saison 2019/20 verließ er den Verein.
Nachdem er in der Sommertransferphase keinen Verein gefunden hatte, wechselte er im Oktober 2020 zurück nach Deutschland zum Drittligisten Hallescher FC, bei dem er einen bis Juni 2021 laufenden Vertrag erhielt. Für Halle kam er in der Saison 2020/21 zu 32 Einsätzen in der 3. Liga. Zur Saison 2021/22 wechselte Vučur nach Rumänien zum Erstligisten FCSB Bukarest. Für FCSB kam er zu zwei Einsätzen in der Liga 1, ehe sein Vertrag bereits im August 2021 wieder aufgelöst wurde.
Nach eineinhalb Jahren ohne Klub wechselte er im Februar 2023 nach Litauen zum FK Žalgiris Vilnius. Nach 22 Einsätzen in der A lyga verließ er Žalgiris nach der Saison 2023 wieder. Im März 2024 wechselt er anschließend nach Lettland zum FK Liepāja. Für Liepāja kam er zu acht Einsätzen in der Virslīga, ehe er Vučur im Juli 2024 wieder verließ. Zur Saison 2024/25 wechselte er anschließend nach Bosnien und Herzegowina zum NK Široki Brijeg. Für Široki Brijeg lief er zehnmal in der Premijer Liga auf.
Zur Saison 2025/26 wechselte er weiter zum israelischen Zweitligisten Hapoel Akko.